# Bruno Belin
Bruno Belin (ur. 16 stycznia 1929 w Zagrzebiu  – zm. 20 października 1962) – piłkarz chorwacki grający na pozycji lewego obrońcy. W swojej karierze rozegrał 25 meczów w reprezentacji Jugosławii.

## Kariera klubowa
Całą swoją karierę piłkarską Belin spędził w klubie FK Partizan. W sezonie 1951 zadebiutował w nim w pierwszej lidze jugosłowiańskiej. Grał w nim do 1962 roku. Wraz z Partizanem dwukrotnie wywalczył mistrzostwo Jugosławii w latach 1961 i 1962 oraz trzykrotnie zdobył Puchar Jugosławii w latach 1952, 1954, 1957.
20 października 1962 Belin zginął w wypadku samochodowym na austostradzie Belgrad-Zagrzeb.
| Sezon   | Klub        | Kraj       | Rozgrywki | Mecze | Bramki |
| ------- | ----------- | ---------- | --------- | ----- | ------ |
| 1951    | FK Partizan | Jugosławia | Prva liga | 17    | 3      |
| 1952    | FK Partizan | Jugosławia | Prva liga | 16    | 4      |
| 1952/53 | FK Partizan | Jugosławia | Prva liga | 22    | 1      |
| 1953/54 | FK Partizan | Jugosławia | Prva liga | 24    | 0      |
| 1954/55 | FK Partizan | Jugosławia | Prva liga | 24    | 0      |
| 1955/56 | FK Partizan | Jugosławia | Prva liga | 24    | 0      |
| 1956/57 | FK Partizan | Jugosławia | Prva liga | 19    | 0      |
| 1957/58 | FK Partizan | Jugosławia | Prva liga | 23    | 2      |
| 1958/59 | FK Partizan | Jugosławia | Prva liga | 21    | 0      |
| 1959/60 | FK Partizan | Jugosławia | Prva liga | 8     | 0      |
| 1960/61 | FK Partizan | Jugosławia | Prva liga | 5     | 0      |
| 1961/62 | FK Partizan | Jugosławia | Prva liga | 2     | 0      |

## Kariera reprezentacyjna
W reprezentacji Jugosławii Belin zadebiutował 21 grudnia 1952 roku w przegranym 2:3 towarzyskim spotkaniu z RFN. W tym roku został powołany do kadry na mistrzostwa świata w Chile, na których był rezerwowym i nie rozegrał żadnego meczu. W reprezentacji Jugosławii od 1952 do 1959 roku rozegrał 25 spotkań.
| Mecze i gole w reprezentacji | Mecze i gole w reprezentacji | Mecze i gole w reprezentacji | Mecze i gole w reprezentacji | Mecze i gole w reprezentacji | Mecze i gole w reprezentacji | Mecze i gole w reprezentacji |
| #                            | Data                         | Stadion                      | Rywal                        | Wynik                        | Gol                          | Rozgrywki                    |
| 1952                         | 1952                         | 1952                         | 1952                         | 1952                         | 1952                         | 1952                         |
| ---------------------------- | ---------------------------- | ---------------------------- | ---------------------------- | ---------------------------- | ---------------------------- | ---------------------------- |
| 1.                           | 21.12.1952                   | Ludwigshafen am Rhein, RFN   | RFN                          | 2:3                          | 0                            | towarzyski                   |
| 1953                         |                              |                              |                              |                              |                              |                              |
| 2.                           | 16.01.1953                   | Kair, Egipt                  | Egipt                        | 3:1                          | 0                            | towarzyski                   |
| 3.                           | 08.11.1953                   | Skopje, Jugosławia           | Izrael                       | 1:0                          | 0                            | el. MŚ 1954                  |
| 1955                         |                              |                              |                              |                              |                              |                              |
| 4.                           | 15.05.1955                   | Belgrad, Jugosławia          | Szkocja                      | 2:2                          | 0                            | towarzyski                   |
| 5.                           | 29.05.1955                   | Turyn, Włochy                | Włochy                       | 4:0                          | 0                            | towarzyski                   |
| 6.                           | 26.06.1955                   | Belgrad, Jugosławia          | Szwajcaria                   | 0:0                          | 0                            | towarzyski                   |
| 7.                           | 25.09.1955                   | Belgrad, Jugosławia          | RFN                          | 3:1                          | 0                            | towarzyski                   |
| 8.                           | 19.10.1955                   | Dublin, Irlandia             | Irlandia                     | 4:1                          | 0                            | towarzyski                   |
| 9.                           | 30.10.1955                   | Wiedeń, Austria              | Austria                      | 1:2                          | 0                            | towarzyski                   |
| 1956                         |                              |                              |                              |                              |                              |                              |
| 10.                          | 22.04.1956                   | Belgrad, Jugosławia          | Rumunia                      | 0:1                          | 0                            | towarzyski                   |
| 11.                          | 29.04.1956                   | Budapeszt, Węgry             | Węgry                        | 2:2                          | 0                            | towarzyski                   |
| 12.                          | 17.06.1956                   | Zagrzeb, Jugosławia          | Austria                      | 1:1                          | 0                            | towarzyski                   |
| 13.                          | 09.09.1956                   | Belgrad, Jugosławia          | Indonezja                    | 4:2                          | 0                            | towarzyski                   |
| 14.                          | 16.09.1956                   | Belgrad, Jugosławia          | Węgry                        | 1:3                          | 0                            | towarzyski                   |
| 15.                          | 21.11.1956                   | Glasgow, Szkocja             | Szkocja                      | 0:2                          | 0                            | towarzyski                   |
| 16.                          | 28.11.1956                   | Londyn, Anglia               | Anglia                       | 0:3                          | 0                            | towarzyski                   |
| 1957                         |                              |                              |                              |                              |                              |                              |
| 17.                          | 15.09.1957                   | Belgrad, Jugosławia          | Austria                      | 3:3                          | 0                            | towarzyski                   |
| 18.                          | 29.09.1957                   | Bukareszt, Rumunia           | Rumunia                      | 1:1                          | 0                            | el. MŚ 1958                  |
| 19.                          | 10.11.1957                   | Belgrad, Jugosławia          | Grecja                       | 4:1                          | 0                            | el. MŚ 1958                  |
| 1958                         |                              |                              |                              |                              |                              |                              |
| 20.                          | 20.04.1958                   | Budapeszt, Węgry             | Węgry                        | 0:2                          | 0                            | towarzyski                   |
| 21.                          | 14.09.1958                   | Wiedeń, Austria              | Austria                      | 4:3                          | 0                            | towarzyski                   |
| 22.                          | 05.10.1958                   | Zagrzeb, Jugosławia          | Węgry                        | 4:4                          | 0                            | towarzyski                   |
| 1959                         |                              |                              |                              |                              |                              |                              |
| 23.                          | 19.04.1959                   | Budapeszt, Węgry             | Węgry                        | 0:4                          | 0                            | towarzyski                   |
| 24.                          | 26.04.1959                   | Bazylea, Szwajcaria          | Szwajcaria                   | 5:1                          | 0                            | towarzyski                   |
| 25.                          | 31.05.1959                   | Belgrad, Jugosławia          | Bułgaria                     | 2:0                          | 0                            | el. ME 1960                  |